# Gramalla

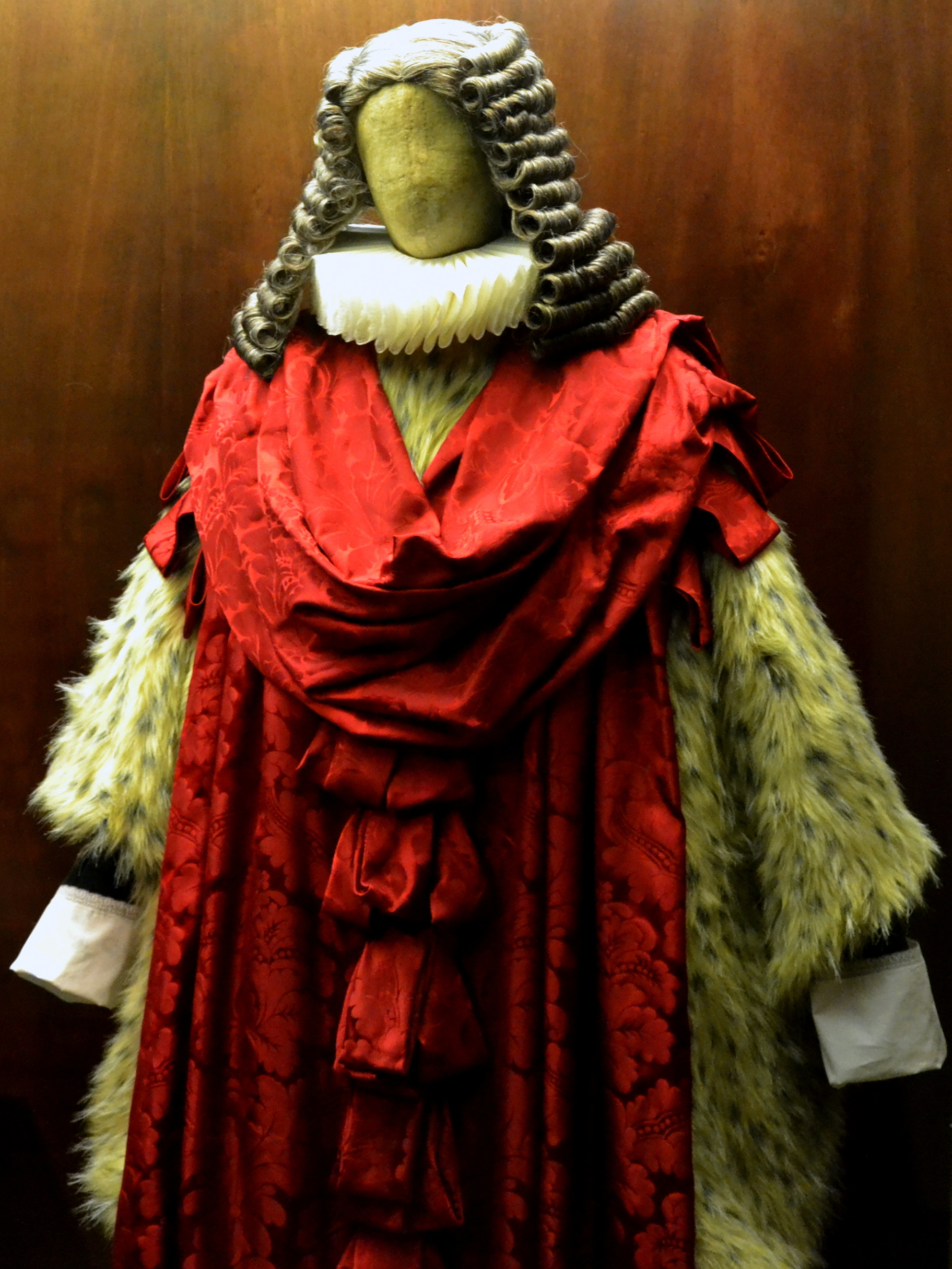
Recreació moderna de la vestimenta d'un dels sis consellers de la Conselleria de Barcelona a principis del amb, la típica gramalla de conseller de color granat

La gramalla era una peça de vestir emprada en època medieval i moderna. Consistia en una mena de sobrevesta o toga folgada que es vestia sobre les altres peces, sovint acompanyada del caperó. Tenia versió femenina, el gramalló, dut sobre la gonella.
Era una peça relativament habitual, car la vestí el rei Pere el Gran per passar desapercebut quan es dirigia al desafiament de Bordeus, segons consta a la Crònica de Ramon Muntaner.
El teixits i colors lluïts a les gramalles eren força diversos i a vegades eren folrades a l'interior amb pells o teles. Es vestia a sobre de totes les peces i n'hi havia algunes que eren de pluja. Usualment l'ús d'aquesta vestimenta era associada al dol o alguns actes solemnes.
En particular, la gramalla (generalment carmesí) era la vestimenta oficial dels consellers de Barcelona i dels jurats de València, així com dels membres del Gran i General Consell mallorquí; d'aquesta manera esdevingué símbol de la dignitat municipal. Per aquest mateix motiu fou abolida per Felip V d'Espanya arran dels decrets de Nova Planta, alhora que el nou règim borbònic la imposava com a uniforme dels subalterns municipals, amb manifesta voluntat d'escarni.
Arran la revolució liberal, l'Ajuntament de Barcelona abolí la gramalla en rescabalament de la humiliació col·lectiva. En canvi, continuà en ús entre els macers de tot de municipis valencians fins ben avançat el segle xx.